# Атапаски
Атапаски (атабаски, самоназва — дене) — група корінних народів Америки, розселені по всій території Північної Америки. Населяють західні райони США і Канади. Загальна чисельність — 465 тис. чол., з них — 420 тис. живе в США (на 2000 р.)
Мови атапасків належать до мовної сім'ї на-дене.
Атапаски належать до американської гілки монголоїдної раси і поділяються на 3 групи: північні, тихоокеанські і південні.
Північні атапаски (чайпеваї, кучини, коюкони та ін.) населяють ліси західної Канади і Аляски, кочують родинами, займаються мисливством. Також кучини славляться виготовленням снігоступів, берестяних каное, санів, а також прикрас, щедро прикрашених бісером. Традиційний одяг кучинів створюється зі шкіри оленя і голкошерста, прикрашених пір'ям і дуже високо цінується. Основні заняття кучинів — риболовля і полювання. Тихоокеанські і південні атапаски (апачі, навахо) живуть в резерваціях західних та південно-західних штатів США, займаються скотарством і землеробством. Навахо відомі своєю майстерністю у виготовленні тканих ковдр та срібних прикрас.
На честь цих народів названо астероїд 3307 Атабаска.

## Відомі представники
- Велма Волліс — американська письменниця.